# 右所镇 (澄江市)
右所镇，是中华人民共和国云南省玉溪市澄江市下辖的一个镇。
位于澄江县中部，抚仙湖畔，东与九村镇、海口镇接壤，西与龙街镇、凤麓镇为邻，北靠阳宗镇，南临抚仙湖。澄华、澄阳两条二级公路贯穿全境，交通便捷。

## 行政区划
下辖以下地区：
右所村、小西村、吉花村、旧城村、补益村、矣旧村和小湾村。